# Триградское ущелье
Триградское ущелье (болг. Триградско ждрело) — живописное ущелье реки Триград (левый приток Шаддере) возле общины Девин Смолянской области в Родопах (Болгария).
Река Триград протекает через ущелье и пещеру Дьявольское горло и через 530 метров появляется как большой карстовый источник. Позже река впадает в реку Буйновский.
Западная стена ущелья достигает 300 м в высоту, а восточная — до 300—350 м. Сначала две стены находятся на расстоянии около 300 м, но в северной части ущелье сужается примерно до 100 м. Ущелье находится в 1.2 км от села Триград на высоте 1450 м над уровнем моря и имеет общую длину 7 км, из которых собственно ущелье состоит из 2-3 км.
Для сохранения редких и эндемичных видов растений и животных, а также для охраны их природных местообитаний, в 1963 году была создана природоохранная территория Триградська ущелье.

## Туризм
Триградское ущелье в ходит в число 100 туристических объектов Болгарии (88 место). Основной достопримечательностью ущелья является пещера «Горло Дьявола», расположенная на левом (западном) склоне. На его восточном склоне гораздо выше находится ещё одна знаменитая пещера — яма Харамыка. Примерно за 500 м до начала ущелья находится хребет Триградские скалы, а рядом находится единственный в Болгарии «Музей медведей».

## Транспорт
Через ущелье проходит узкая однополосная дорога, которая является единственной связью с селами Триград, Водни Пад, Зребево и Кестен.